# Supercopa Uruguaya 2021
La Supercopa Uruguaya 2021 è stata la 4ª edizione della Supercopa Uruguaya.
Si è tenuta in gara unica allo stadio del Centenario il 2 maggio 2021 e ha visto contrapposti i campioni uruguaiani del Nacional contro i vincitori del Torneo Intermédio i Montevideo Wanderers.
La finale è stata vinta dal Nacional per 2-0.

## Tabellino
| Arbitro: | Leodán González |

|                             |           |  |
| Fernández 13’ Bergessio 79’ | Marcatori |  |